# Élément chauffant à radioisotope

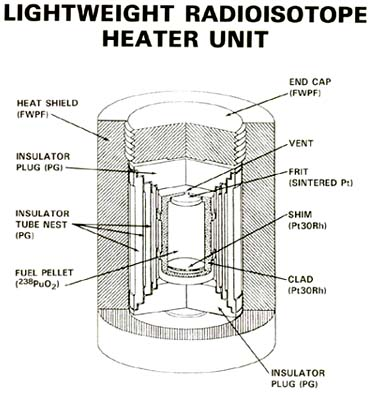
Structure d'un élément chauffant à radioisotope.

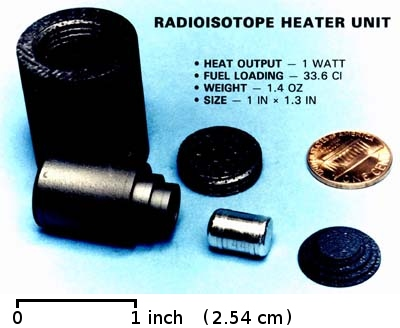
Un élément démonté comparé à une pièce d'un cent américain.

Les éléments chauffants à radioisotope — de l'anglais radioisotope heater unit (RHU), également traduit par unité de chauffage à radioisotope — sont de petits composants fournissant de la chaleur par désintégration radioactive d'un matériau contenant un radioisotope. Ils sont d'une conception similaire à celle des générateurs thermoélectriques à radioisotope (GTR) et produisent chacun typiquement de l'ordre d'un watt de chaleur par désintégration de quelques grammes de plutonium 238 sous forme de dioxyde de plutonium 238PuO2, bien que d'autres radioisotopes puissent également être employés.
Les spécifications typiques retenues par la NASA correspondent à des cylindres blindés dans une coque en alliage platine-rhodium pesant environ 40 g enveloppe comprise, pour une hauteur de 3,2 cm et un diamètre de 2,6 cm. Chaque élément contient une pastille de 2,7 g de 238PuO2.
Ces composants génèrent de la chaleur pendant plusieurs dizaines d'années, et théoriquement pendant plus d'un siècle. Ils sont indispensables au réchauffage des composants critiques des sondes spatiales — typiquement des circuits électroniques — en produisant de la chaleur de façon continue et très localisée sans recourir à des systèmes de génération et de distribution de chaleur qui accroîtraient la complexité des sondes. La sonde Cassini-Huygens contient ainsi 82 de ces éléments chauffants à radioisotope, dont 35 sur la sonde Huygens.
Ils peuvent également être assemblés par dizaines comme sources de chaleur plus puissantes associées à des thermocouples pour fonctionner comme des GTR. Le DOE a ainsi développé pour la NASA, à partir de tels éléments à base de plutonium 238 encapsulé dans de l'iridium et groupés par quatre, les modules d'une source de chaleur universelle (GPHS, pour General Purpose Heat Source). Chaque GPHS contient jusqu'à 18 de ces modules, pesant chacun 1,44 kg. Ils ont été utilisés dans les sondes Galileo, Ulysses, Cassini-Huygens et New Horizons pour y fournir de l'électricité à l'aide d'un GTR, l'ensemble formant un GPHS-RTG d'environ 57 kg.